# Hans Griem (Politiker)
Hans Griem (* 14. Februar 1902 in Hamburg; † 7. November 1955 in Duisburg) war ein deutscher Politiker der CDU.
Nach seiner Schul- und Lehrzeit war Griem seit 1928 als selbständiger Kaufmann tätig. 1945 wurde er Vorstandsmitglied des Lebensmitteleinzelhandelsverbandes in Hamburg. 1952 übernahm er den Vorsitz dieses Verbandes und wurde stellvertretender Vorsitzender des Gesamtverbandes des Hamburger Einzelhandels. Er trat 1946 der CDU bei. Vom 13. Oktober 1948 bis 1953 war Griem Mitglied der Hamburgischen Bürgerschaft. Dem Deutschen Bundestag gehörte er seit den Wahlen 1953 bis zu seinem Tode an.